# Verlegerviertel
Das Verlegerviertel bezeichnet einen Statistischen Bezirk im westlichen Darmstadt. Er grenzt im Norden an die Rheinstraße, im Westen an den Haardtring, im Osten an den Donnersbergring / Fritz-Bauer-Straße (bis 30. April 2023 Hindenburgstraße) und im Süden an die Bessunger Straße.

## Geschichte
Das Verlegerviertel befindet sich auf dem Areal des ehemaligen alten Exerzierplatzes. Der Exerzierplatz (auch Alter Exert) reichte von der Rheinstraße bis zur Eschollbrücker Straße.
Nach dem Zweiten Weltkrieg wurde das Gelände nicht mehr vom Militär benötigt. Die Stadt Darmstadt und der Architekt Kurt Jahn begannen, die Reste der alten Kasernen zu sanieren und neu zu nutzen. Auf dem Areal entstand einer der ersten Industrieparks Deutschlands. Im Verlegerviertel wurde „rauchlose Industrie“ angesiedelt. Im Jahr 1950 übersiedelte das Darmstädter Echo in das Verlegerviertel. In den folgenden Jahren folgten diverse andere Verlage und Fabriken. Seit den 1960er-Jahren befindet sich die Hochschule Darmstadt bzw. ihre Vorgängereinrichtungen auf dem Areal.
Auf dem 16.500 Quadratmeter großen Gelände der ehemaligen Druckerei Prinovis, zwischen Haardtring und Berliner Allee, entsteht bis zum Jahr 2017 das Berliner Carree (Quartier für Wohnen und Arbeiten).

## Infrastruktur (Auswahl)
- Hochschule Darmstadt
- Darmstädter Echo

## Sehenswürdigkeiten (Auswahl)
- Albert-Schweitzer-Anlage
- Ehemalige Großherzogliche Landwirtschaftskammer
- Akazienpark
- Schepp Allee
- HDA Hochhaus
- Ingelheimer Garten